# Carlo Scognamiglio
Carlo Scognamiglio (født 31. maj 1983 i Seriate) er en tidligere professionel italiensk landevejscykelrytter.